# Хилл, Дейв
Дэвид Джон Хилл (англ. David John Hill; 4 апреля 1946, Холбтон, Девон, Англия) — британский музыкант, ведущий гитарист и бэк-вокалист британской рок-группы Slade.

## Ранние годы
Родился в Девоне, в семье механика. Когда ему был один год, семья переехала в Пенн, Вулвергемптон. Дейв посещал начальную школу «Спрингдэйл» и среднюю школу «Хайфилдс» в Вулверхэмптоне.
Свою первую гитару Дэйв заказал через почтовый каталог. Хилл — левша, но ему не хватило денег на леворучную гитару, поэтому он научился играть правой рукой. Первые уроки игры ему давал школьный учитель химии. Дэйв создал школьную группы «The Young Ones». Окончив школу, он два года работал в офисе фирмы «Tarmacor».

## Slade
Хилл встретил барабанщика Дона Пауэлла в группе «The Vendors». Позднее они создали группу «'N Betweens», пригласив к сотрудничеству бас-гитариста Джимми Ли и вокалиста Нодди Холдера. Так появилась группа, вошедшая в историю под названием «Slade».
Как и все глэм-рокеры, «Slade» создавали себе яркие сценические образы. Особенно отличался Хилл, которого считали главным клоуном в команде. Его странные костюмы привели к небольшим спорам с более серьёзным Джимом Ли. Однажды Ли сделал Хиллу очередное замечание в гримёрке перед съёмкой клипа для передачи Би-би-си «Top of the Pops», и Хилл ответил: «Пиши песни, Джим, а я буду их продавать!»
Музыкальный обозреватель Стюарт Макони говорил о Хилле: «Он носил комбинезоны из фольги, в которую вы заворачиваете индеек, и платформы высотой с нефтяную вышку. Но всё это выглядело бледным по сравнению с его причёской — нечто вроде идиотской тонзуры с обрезанной по дуге чёлкой. Он был похож на глэм-роковую версию средневекового монаха». (С. Макони, Cider With Roadies, 2004).
Самая известная гитара Хилла — «John Birch Superyob» 1973 года. На ней играл гитарист «Madness» Крис Форман в клипе на песню «Shut Up». Её нынешний владелец — Марко Пиррони из группы «Adam and the Ants».
В 1989 году Хилл создал сторонний проект «Blessings in Disguise» с Нодди Холдером, бывшим клавишником из «Wizzard» Биллом Хантом, Крэгом Фенни и Бобом Ламбом. Их дебютным синглом, вышедшим на Рождество 1989 года, был кавер на песню «Everly Brothers» «Crying in the Rain», со композицией Хилла и Ханта «Wild Nights» на стороне Б. Группа также записала кавер на песню Элвиса Пресли «A Fool Such As I», но он не был издан. Последний сингл, «Chance to Be», был написан Дэниелом Сомерсом и Колином Бэйнсом и, в отличие от первого сингла, был исполнен не Холдером, а малоизвестной вокалисткой. На стороне Б была песня Хилла «You’re the Reason that I’m Strong», исполненная бывшей вокалисткой «Shakatak» Нормой Льюис. Сингл был выпущен в 1990 году, доход от него пошёл Колледжу для слепых имени Королевы Александры в Бирмингеме.

## Slade II

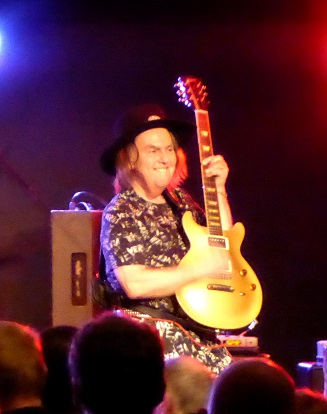
В 2016 году

«Slade» распались в 1991 году, но Хилл продолжил работать с Доном Пауэллом. До 1997 года их новая группа с вокалистом Стивом Уэлли и басистом Крэгом Фенни называлась «Slade II», после они сократили название до «Slade». Группа выпустила альбом «Keep on Rockin'», позже переизданный с названиями «Superyob» и «Cum On Let’s Party!».
Группа продолжает выступать со старым репертуаром «Slade».

## Личная жизнь
В 1970-х Дейв встречался с разными групи, вроде Сэйбл Старр, Лори Маддокс, Квини Глэм и Джеральдин Эдвардс. В 2002 году он упомянул в интервью, что в 1975-м пригласил Джеральдин в Поло-Лаунж в отеле «Беверли Хиллз» и устроил трёхдневную вечеринку в отеле «Sunset Marquis», чтобы отметить её выпускной.
Хилл живёт в Лоуэр-Пенн в Стаффордшире с женой Джан, у них трое детей — Джейд, Биби и Сэм. Они (все члены семьи) являются прихожанами церкви свидетелей Иеговы. Время от времени Хилл даёт уроки музыки в школах Лоуэр-Пенн и Пенн-Холл.